# Clase Neustrashimy (1955)
La Neustrashimy (34) fue un destructor construido para la Armada Soviética a mediados de los años 50. En un principio este buque fue un prototipo para una producción más numerosa pero solo este fue finalizado siendo el único de su clase. La Neustrashimy fue considerada demasiado grande para su construcción en serie y se eligió la clase Kotlin para su producción. La designación soviética es Proyecto 41. Fue el primer buque soviético que tuvo nombre con la clasificación de la OTAN siendo denominado Tallin o Neustrashimy según las fuentes.
El destructor se inició el 5 de julio de 1950, botado el 29 de enero de 1951 y dado de alta el 31 de enero de 1955. Fue adscrito a la Flota del Báltico hasta su baja el 22 de febrero de 1974.

## Diseño
Este buque fue el primer destructor con diseño de la posguerra, la clase Skoryy era un diseño antes de la Segunda Guerra Mundial.
El destructor estaba diseñado para que quedara totalmente sellado ante un ataque ABQ, con aire acondicionado y mejoras contra el calor. Se le incluyó cierto blindaje (10-20 mm) alrededor del puente y los montajes de los cañones, esta protección daba problemas durante la navegación.
Entre 1958 y 1960 los cañones SM-16 fueron reemplazados por 4 SM-20ZIF de 45 mm/78, los cañones 4M-120 fueron eliminados, los lanzadores de cargas de profundidad fueron cambiados por 2 lanzadores de cohetes antisubmarinos RBU-2500 Uragan-2 y los sensores y sonar fueron mejorados y modernizados.